# ウクライナ陸軍航空隊
ウクライナ陸軍航空隊（ウクライナりくぐんこうくうたい、ウクライナ語:Армійська авіація України）は、ウクライナ陸軍(Сухопутні війська Збройних Сил України)の兵科、航空部隊。

## 概要
ウクライナは、1991年8月にソ連からの独立を果たした。陸・海・空など各軍組織は、当初そのままウクライナ軍の管轄下に入れられた。ソ連では、旧来海軍運用以外のヘリコプター類は空軍の管轄下で運用してきた。だが、その末期、それらのヘリコプター部隊は一括して陸軍の運用下に移された。独立後のロシアでは、2003年にこの措置をもとに戻したが、ウクライナでは現在でもヘリコプター類を陸軍の管轄下で運用している。ただし、機材や人員の一部は空軍などの管轄下にも入っており、特に電子戦ヘリコプターMi-8PPA、Mi-22など特殊な機材はすべて空軍により運用されている。
ウクライナ陸軍航空隊は、3つの本部に管轄が分けられている。北部地域の本部はチェルニーヒウ、西部地域の本部はリヴィウ、南部地域の本部はオデッサに置かれている。
ウクライナ陸軍航空隊で現在運用されているのは、汎用強襲輸送ヘリコプターのMi-8T/MT/MTV、大型輸送ヘリコプターのMi-26、攻撃ヘリコプターのMi-24V/P/VP、特殊な機体としてはMi-24R/Kがある。この内Mi-24VPはたいへん珍しい機体で、従来のMi-24D/Vに搭載されてきた12.7 mm4銃身機銃YakB-12.7やMi-24Pの30 mm機関砲GSh-30Kにかわり、23 mm連装機関砲GSh-23Lを搭載している。Mi-24VPは、機銃攻撃力に不足のあったMi-24D/V、逆に重武装過ぎて弾数の不足しがちになったMi-24Pにかわる主力機として1985年に開発された機体であるが、改良点であったはずの肝心の機関砲ターレットの稼働率が悪く、少数生産に留まった。ウクライナ陸軍航空隊では、その内3機が運用されている。
ウクライナはコソボ紛争やアメリカのアフガニスタン侵攻、イラク戦争、リベリア内戦、シエラレオネ内戦などの際の国際連合平和維持活動に軍隊を派遣しているが、陸軍航空隊の運用するヘリコプターは常にその最前線に送られてきた。特に、Mi-24Rなどの特殊機材を保有する軍隊は数少なく、活動に際し重宝されている。

## 編制
- 第8陸軍航空司令部（チェルニーヒウ）
  -  第11独立陸軍航空旅団（チェルノバエフカ空軍基地） - Mi-24P/VP、Mi-8MT/MTV
  -  第12独立陸軍航空旅団（ノヴィ・カリニウ（英語版）） - Mi-24V/P/VP/R/K、Mi-8MT/MTV-2、Mi-9、Mi-26
  -  第16独立陸軍航空旅団（ブロディ空軍基地（英語版）） - Mi-24P/VP、Mi-8MT/MTV
  -  第18独立陸軍航空旅団（ポルタヴァ空軍基地） - Mi-24P/VP、Mi-2MSB（ウクライナ語版）、Mi-8MT/MSB-V
  - 第57空軍基地（ブロディ空軍基地）

## 運用機
- Mi-2(退役)
- Mi-6A(退役)
- Mi-8PS(退役)
- Mi-8T
- Mi-8MT
- Mi-8MTV-1
- Mi-8MTV-2
- Mi-24A(退役)
- Mi-24D(退役)
- Mi-24V
- Mi-24P
- Mi-24R
- Mi-24K
- Mi-24VP
- Mi-26T

※退役は推定

### 画像リンク
- Mi-2 #06 オデッサ、シュコーリヌィイ飛行場
- Mi-6A #22 オデッサ、シュコーリヌィイ飛行場
- Mi-8PS #03
- Mi-8T #04 オデッサ、シュコーリヌィイ飛行場
- Mi-8T #64, 2003
- Mi-8T #28, 2000 リヴィウ
- Mi-8PPA #24&03 & Mi-8T #33&29&11 オデッサ、シュコーリヌィイ飛行場
- Mi-24V #40
- Mi-24VP #09
- Mi-24R #91